# Haydaroğlu, Hekimhan
Haydaroğlu là một xã thuộc huyện Hekimhan, tỉnh Malatya, Thổ Nhĩ Kỳ. Dân số thời điểm năm 2011 là 102 người.